# لولا

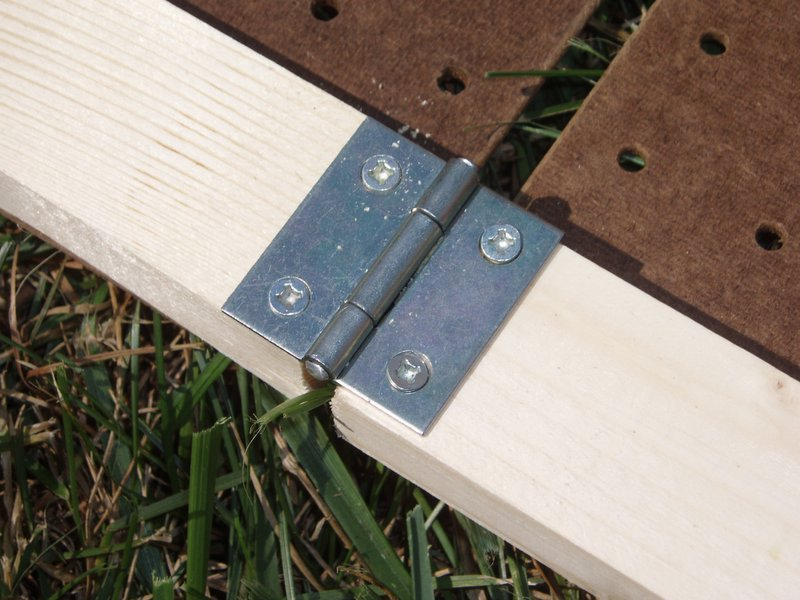
لولایی که دو قطعه چوب را به هم متصل کرده است.

لولا وسیله مفصل‌داری برای اتصال دو قطعه است به‌طوری که یکی یا هر دو قطعه بتوانند تا چند درجه حول محور لولا دوران کنند. در قدیم به لولا، لولب هم گفته می‌شد.
انواع لولا در دستگاه‌ها و وسائل گوناگون و بسیار متفاوتی بکار می‌رود. رایج‌ترین لولاها برای اتصال لنگرهای در به چهارچوب یا پنجره خانه‌ها به چهارچوب و قاب بکار می‌رود. برخی مفصل‌ها در جانوران نیز مانند لولا عمل می‌کنند. لولا یکی از خانواده یراق درب محسوب میشود.

## انواع لولا
- لولای توهمی؛ نوعی از لولا که جفت‌ها از یکدیگر جدا نگردند.
- لولای چاکدار؛ نوعی لولا که دو قسمت متحرک آن از یکدیگر جدا گردد. مقابل لولای درنیا و لولای توهمی.
- لولای درنیا؛ نوعی از لولا که دو قسمت متحرک آن از یکدیگر جدا نشود.[۲]
- آرام‌بند: نوعی لولای پیستونی برای آرام‌تر بسته شدن درها.

## نگارخانه

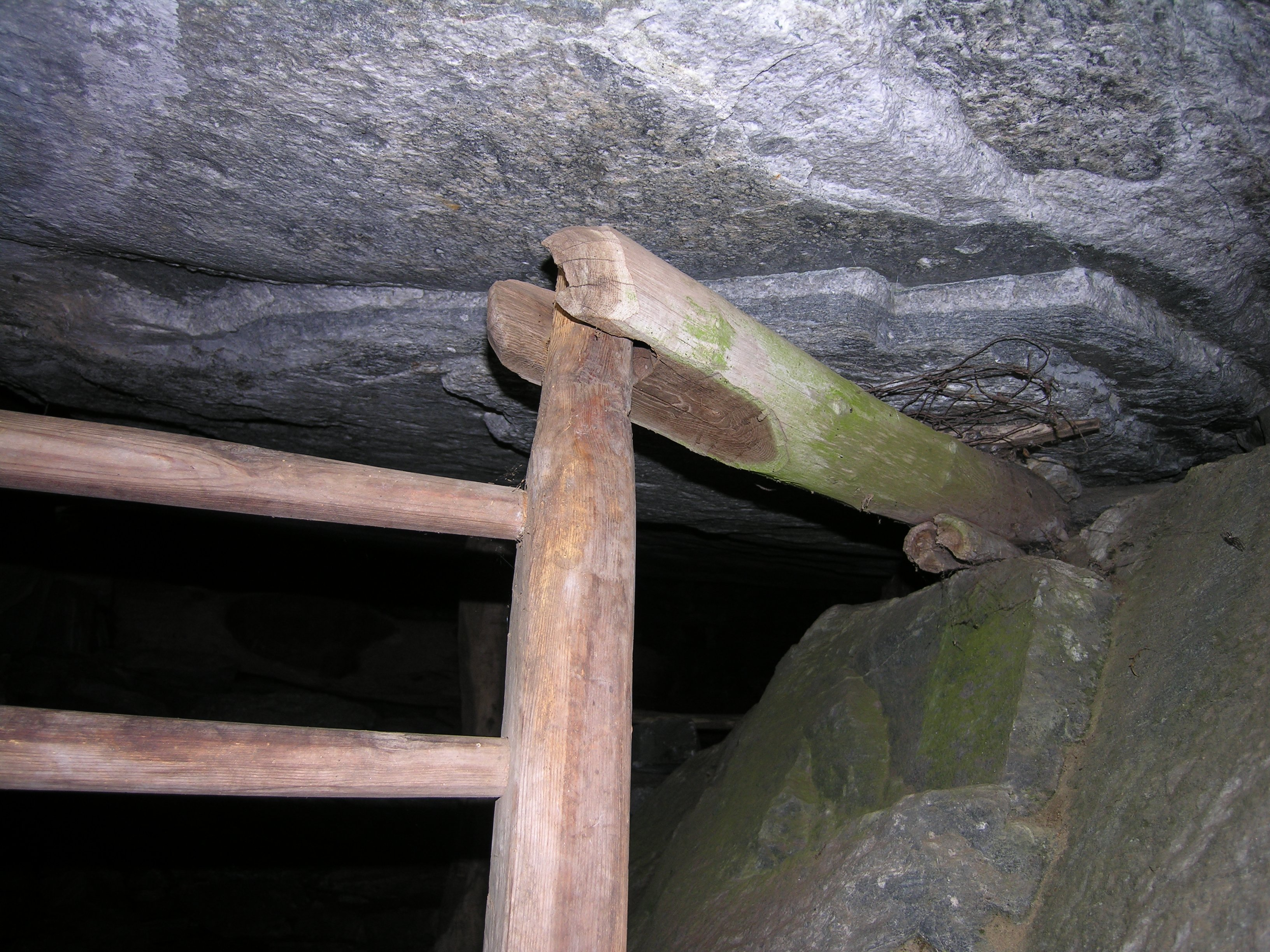
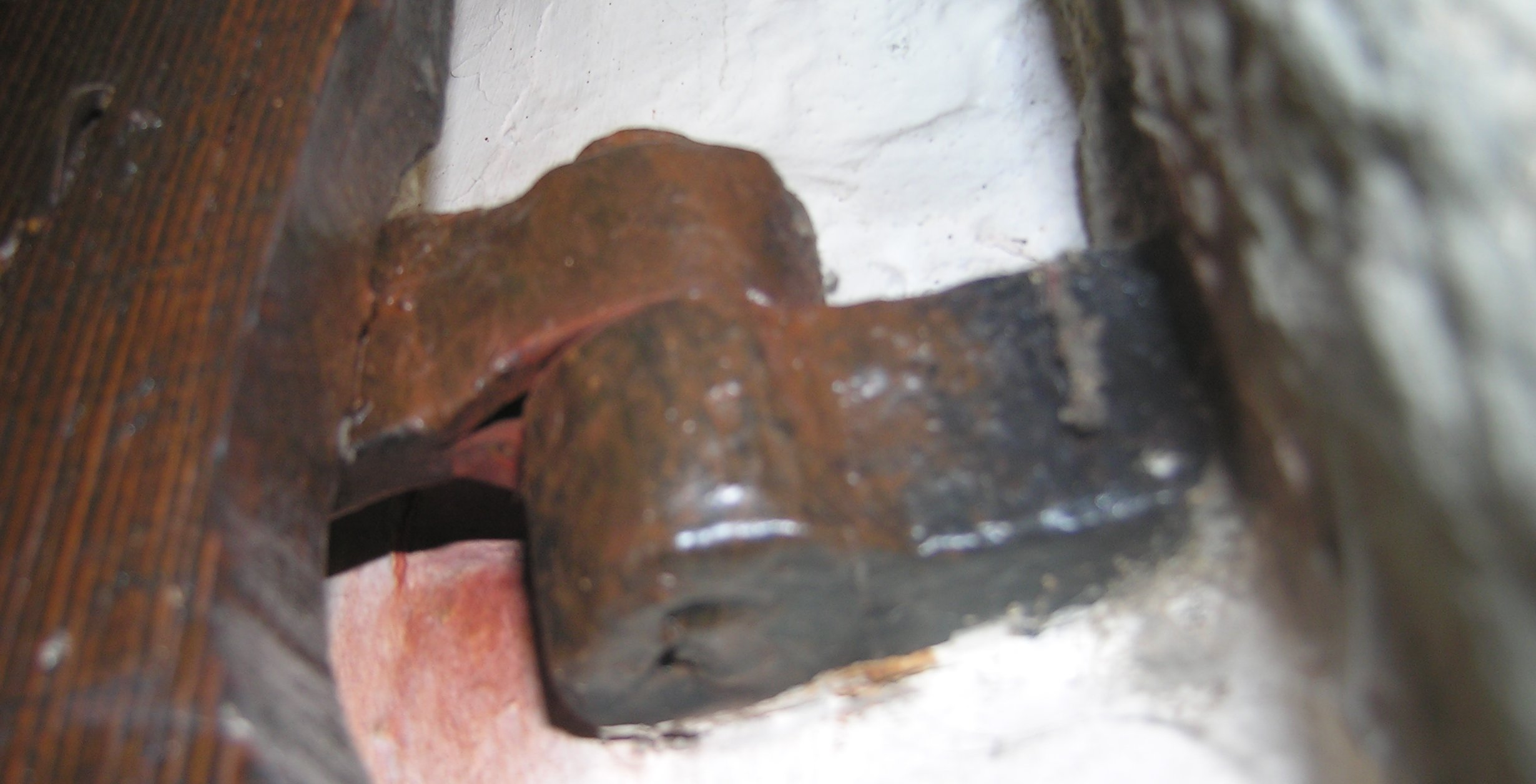
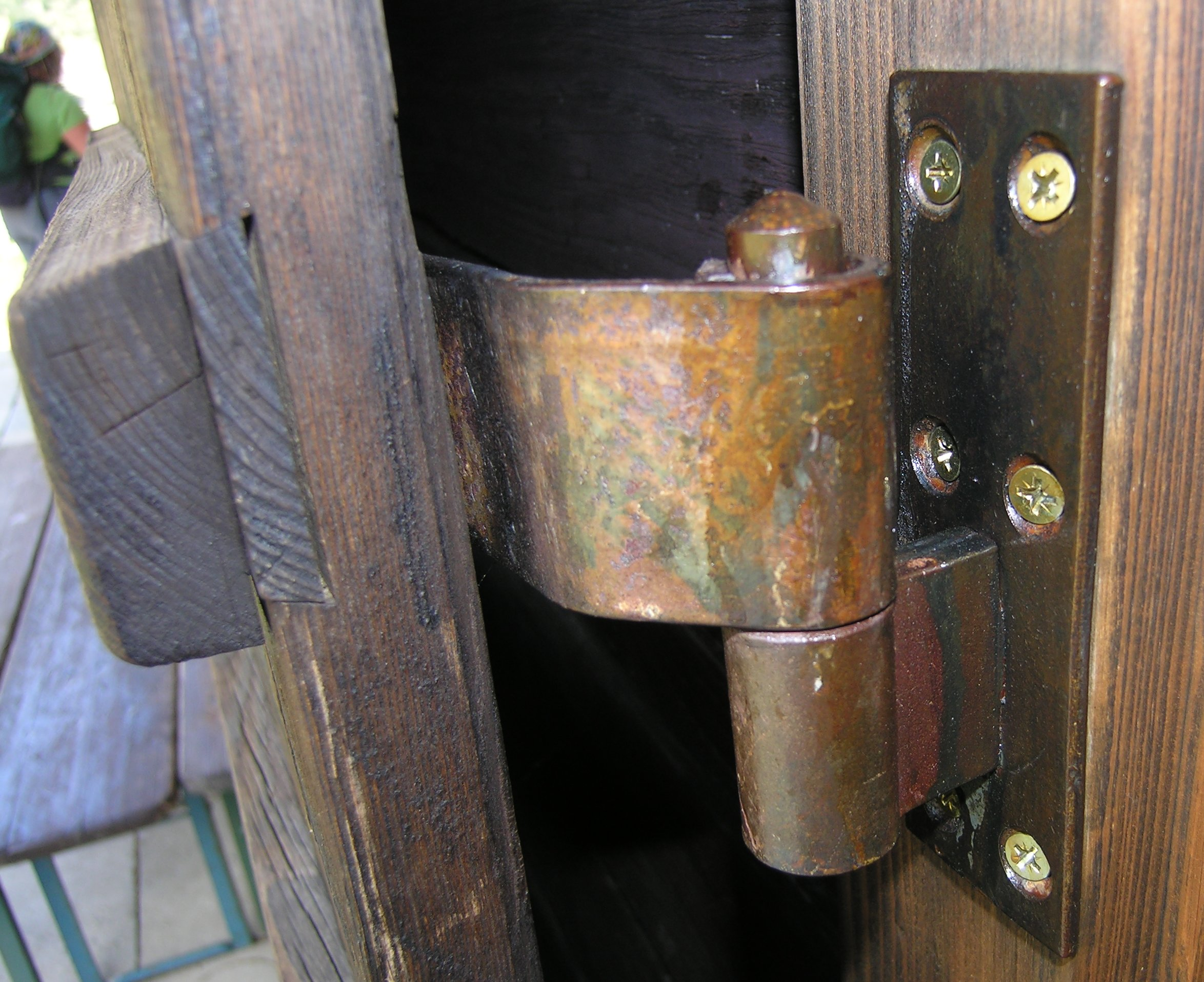
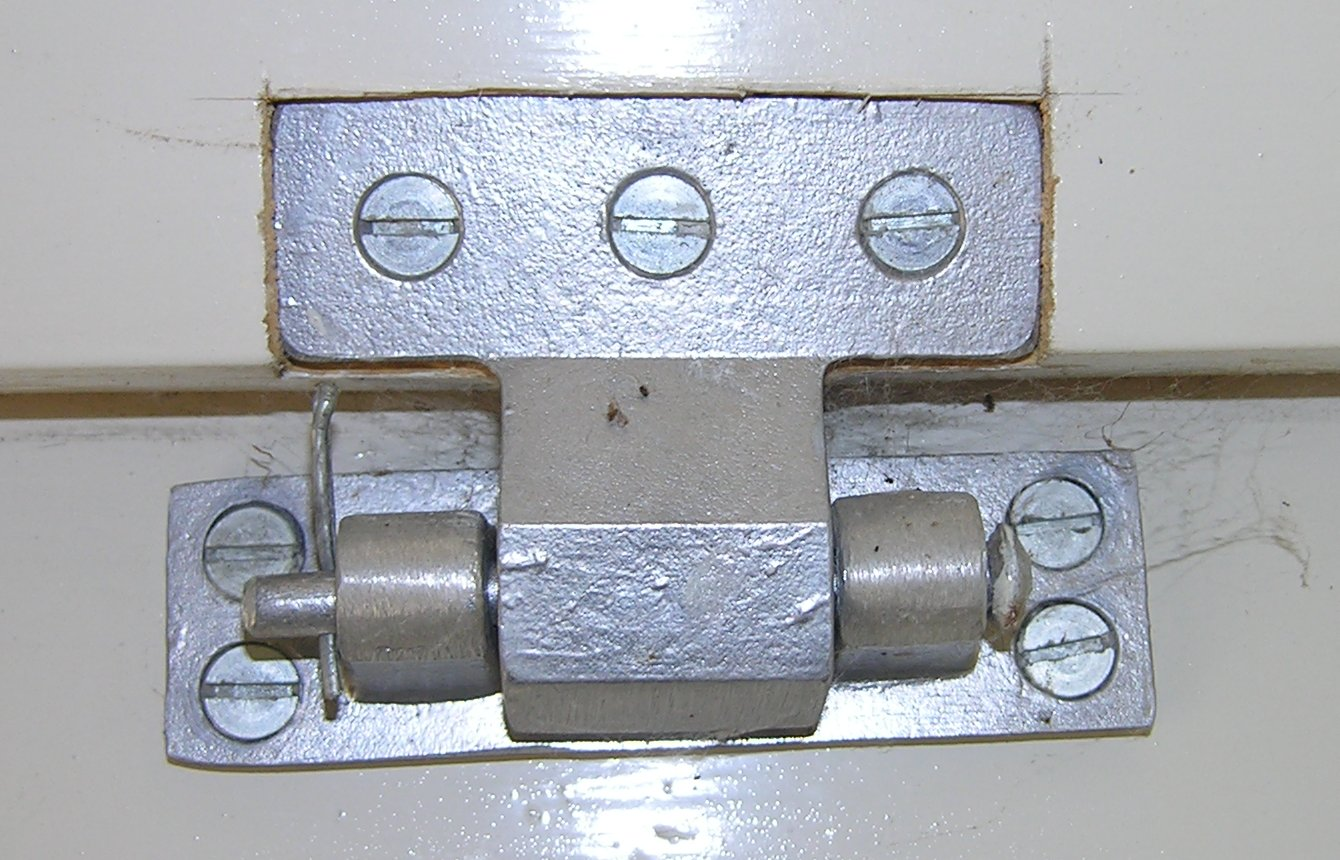
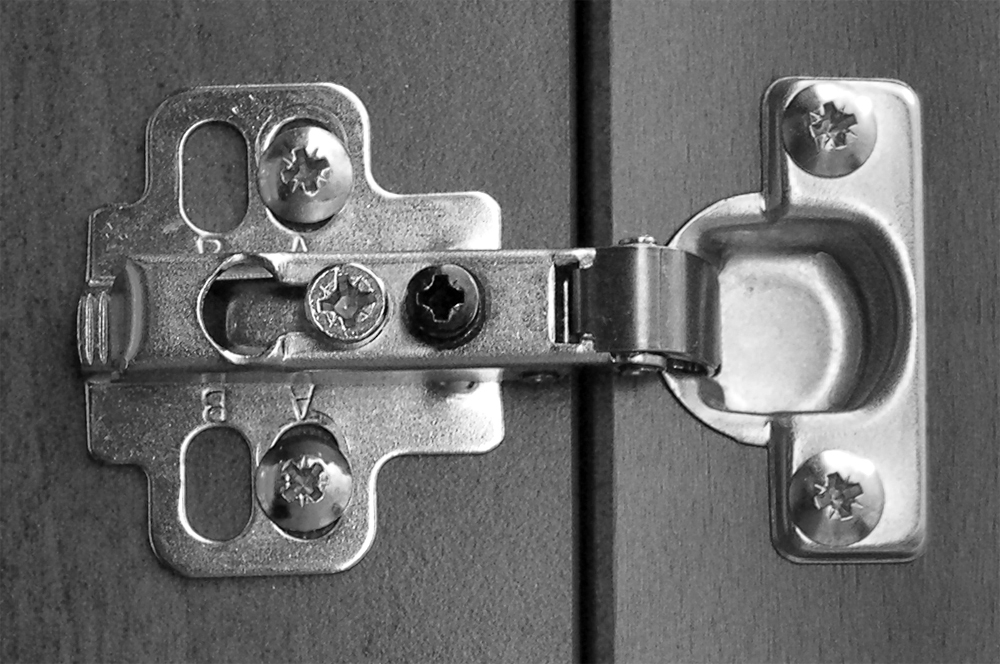
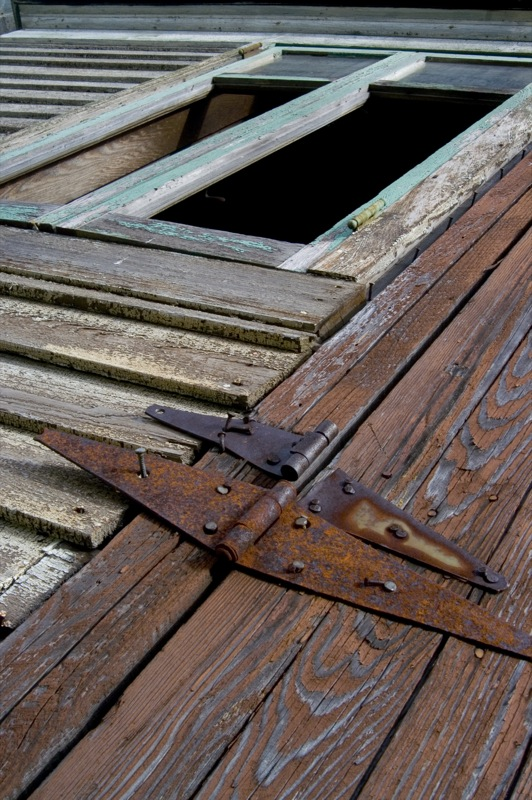